# Liamuiga
Planina Liamuiga je 1,156 m visok stratovulkan koji čini zapadni dio otoka Sveti Kristofor. Vrh je najviša točka na otoku Sveti Kristofor, u federaciji Sveti Kristofor i Nevis, te na cijelom Britanskom Zavjetrinskom otočju, kao i jedan od najviših vrhova u istočnom Karipskom otočju.
Na vrhu se nalazi 1 km široki krater, u kojem je do 1959. bilo plitko kratersko jezero. Jezero se 2006. ponovno formiralo. Posljednje potvrđene erupcije vulkana bile su prije oko 1800 godina, dok se izvješća o mogućim erupcijama 1692. i 1843. godine smatraju nesigurnima.
Planina Liamuiga prije se zvala Planina Misery. Preimenovanje se dogodilo na dan neovisnosti Sv. Kristofora, 19. rujna 1983. godine. Međutim, mnogi ga stariji građani još uvijek nazivaju Mount Misery. Ime Liamuiga izvedeno je iz naziva u jeziku Kalinago za cijeli otok Sveti Kristofor, a znači "plodna zemlja".
Obronci planina prekriveni su poljoprivrednim zemljištem i malim selima do 460 m visine, dok planinu iznad te visine prekrivaju bujne tropske prašume, a iznad 900 metara visine se nalazi oblačna šuma. Organizirani su brojni izleti i pješačenja s vodičem do vrha vrha i okolnih prašuma, koji obično kreću od imanja Belmont u selu St. Paul's. S vrha se pruža izvanredan pogled, uključujući cijeli otok i prekrasno Karipsko more, kao i susjedne otoke Saba, Sveti Eustahije, Sveti Bartolomej, Sveti Martin, Antigua i Nevis.

## Vanjske poveznice
- Mount Liamuiga. Peakware.com. Inačica izvorne stranice arhivirana 4. ožujka 2016.